# Церковь Святого Павла (Владивосток)
Це́рковь Свято́го Па́вла (нем. Pauluskirche in Wladiwostok) — евангелическо-лютеранский храм во Владивостоке, старейшее действующее церковное здание города. Является главным храмом пробства Дальнего Востока Евангелическо-лютеранской церкви Урала, Сибири и Дальнего Востока.

## История
В 1878 году российский немец Отто Рейн (нем. Otto Rein) переселился с Аляски во Владивосток, купил участок земли и передал его лютеранской общине, которая построила на нём деревянную лютеранскую церковь — предшественницу нынешней кирхи. В 1909 году деревянная церковь была заменена на кирпичную, построенную на средства предпринимателей немецкого происхождения. Основную сумму внесла торговая фирма «Кунст и Альберс», управляющий которой, Адольф Даттан, много лет входил в руководство церковного совета. Постройка обошлась в 43 801 рубль 17 копеек. Уже при советской власти, в октябре 1923 года, эта же фирма, сделав ремонт здания, установила в нём отопление.
Церковь была рассчитана на 400 человек. Мест для сидения — 220. Построенная на возвышении, кирха доминировала над окружающим пространством и стала заметной частью облика центра города. Проезд между улицами Светланской и Пушкинской в августе 1908 года получил название — Кирочная улица.
С 1880 по 1912 год пасторскую службу осуществлял евангелическо-лютеранский дивизионный проповедник Карл-Август Румпетер (нем. Karl August Rumpeter, вариант имени в источниках — А. П. Рюмпетер). С 1913 по 1922 год — пастор Адальберт Леста (нем. Adalbert Lesta). С 1923 по 1935 год — пастор Вольдемар Рейхвальд (нем. Woldemar Reichwald).
В 1935 году власти закрыли храм и распустили лютеранскую общину. 28 декабря Рейхвальд был арестован и осуждён на 7 лет лагерей. Его дальнейшая судьба неизвестна. В октябре 1936 года здание кирхи передали Военно-Морским Силам РККА. В нём открыли кинотеатр имени М. Горького, здесь же разместился клуб старшин Тихоокеанского флота. С 1950 по 1997 год в здании был Военно-исторический музей Тихоокеанского флота. У входа стояли музейные пушки и танк Т-18, на месте алтаря — бюст Ленина.
В мае 1992 года в только что открытый для иностранцев Владивосток приехал пастор из Гамбурга Манфред Брокманн и воссоздал в городе евангелическо-лютеранскую общину Святого Павла.
16 сентября 1997 года, в присутствии посла Германии в России, здание кирхи было передано общине в безвозмездное и бессрочное пользование. Посол, доктор Эрнст-Йорг фон Штудниц, немало этому содействовал. Сразу же церковь начала действовать, и сразу же была начата реставрация здания, продолжавшаяся более 12 лет. Реставрация была выполнена, в основном, с помощью организаций и частных лиц из Германии, США и других стран — это и финансирование, и труд специалистов и волонтёров.
В феврале 2006 года из Австралии был доставлен орган, дар лютеранских общин Мельбурна и Сиднея. Орган использовался по 2009 год и был передан лютеранской общине города Арсеньева. Второй орган подарила Т. Штоль (Эсслинген, Германия), ныне он звучит на каждом богослужении.
Кирха является главным храмом пробства Дальнего Востока (немецкой) Евангелическо-лютеранской церкви в России. С 7 ноября 1993 года до 2020 года пробстом Дальнего Востока и пастором общины Святого Павла являлся Манфред Брокманн, почётный консул Германии в отставке. Из-за эмиграции в Германию, отмечал в 2004 году пастор Брокманн, этнических немцев в общине почти не осталось, она растёт за счёт русских прихожан. В 2006 году численность общины достигла 200 человек.
Помимо богослужений, в кирхе проводятся социальные мероприятия, благотворительные концерты, с сентября 2006 года — концерты органной музыки.

## Интересные факты
- Здание построено из немецкого кирпича. На некоторых кирпичах есть надпись: Ziegelwerk Hans Mueller Saargemuend (Кирпичный завод Ханса Мюллера, Заргемюнд)[4].
- 3 (16) октября 1913 года кирху посетил норвежский полярный исследователь Фритьоф Нансен.
- В 1997 году Германия присвоила кирхе статус «Памятник немецкой культуры за рубежом»[4].
- Реставрацию южного фасада кирхи профинансировало Министерство внутренних дел Германии через посольство ФРГ, а центрального входа с лестницей — Администрация города Владивостока[4].

## Галерея

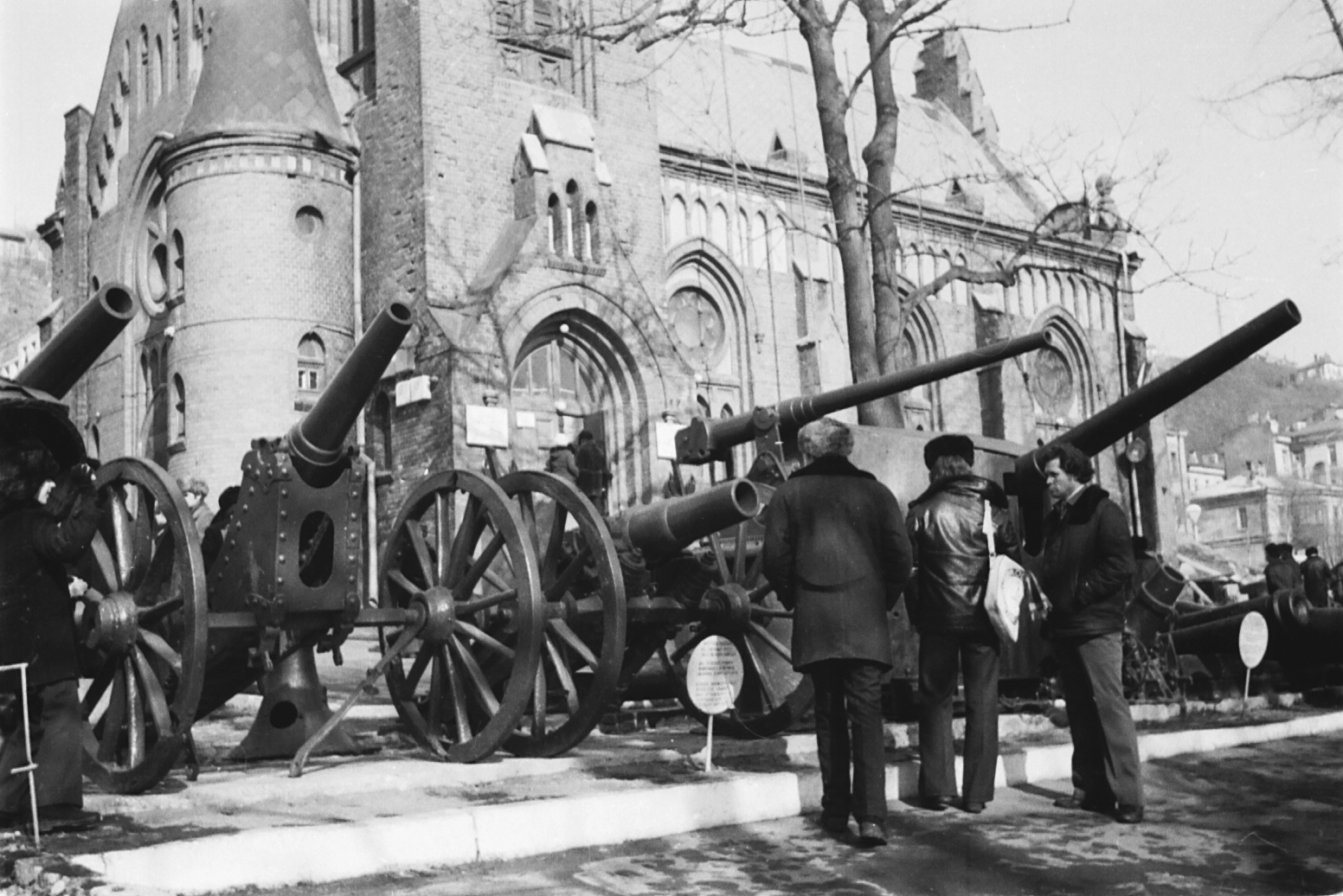
Посетители музея Тихоокеанского флота осматривают артиллерийские орудия Порт-Артура (1979 год)
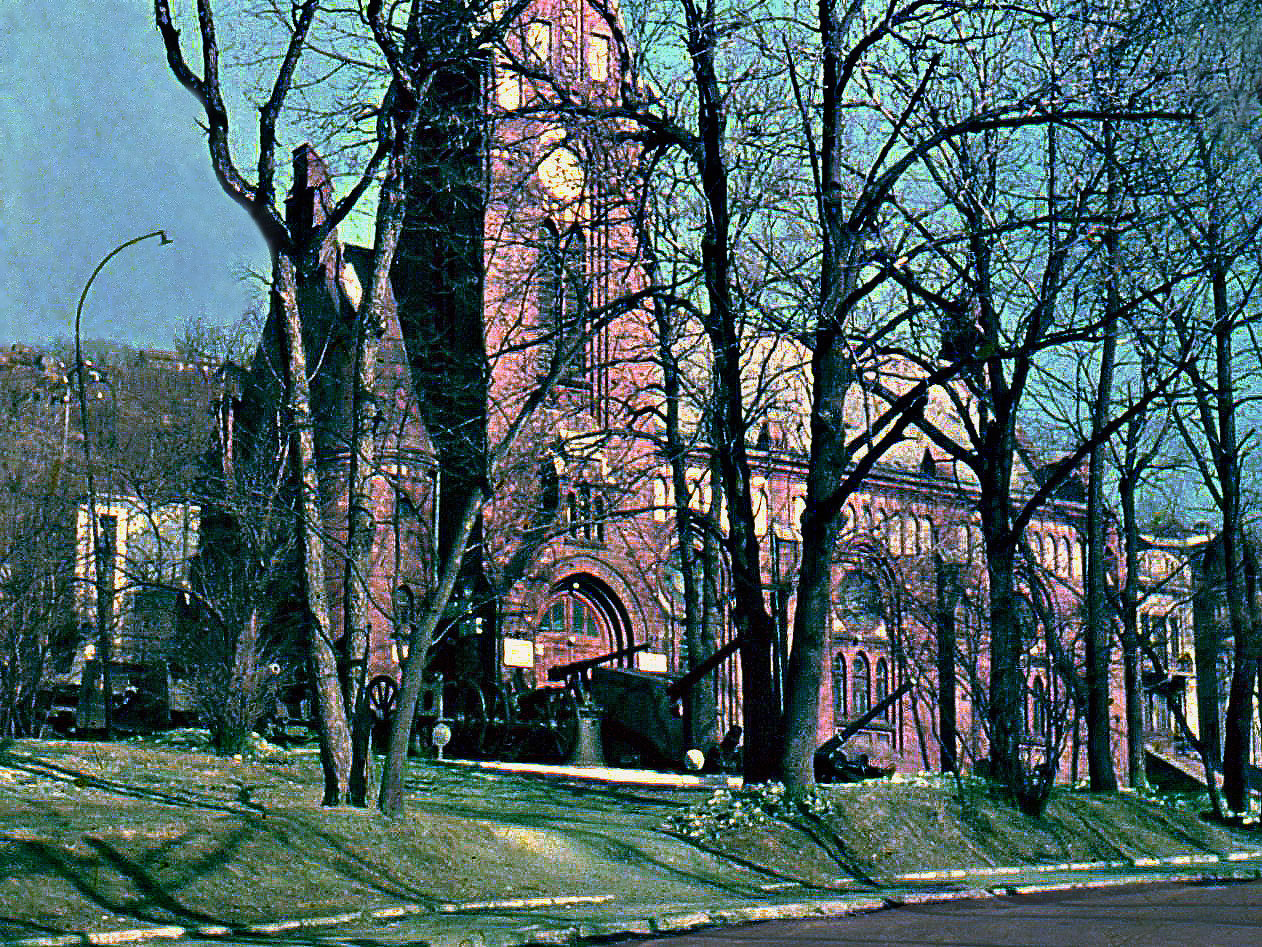
Военно-исторический музей Тихоокеанского флота (февраль 1982 года)
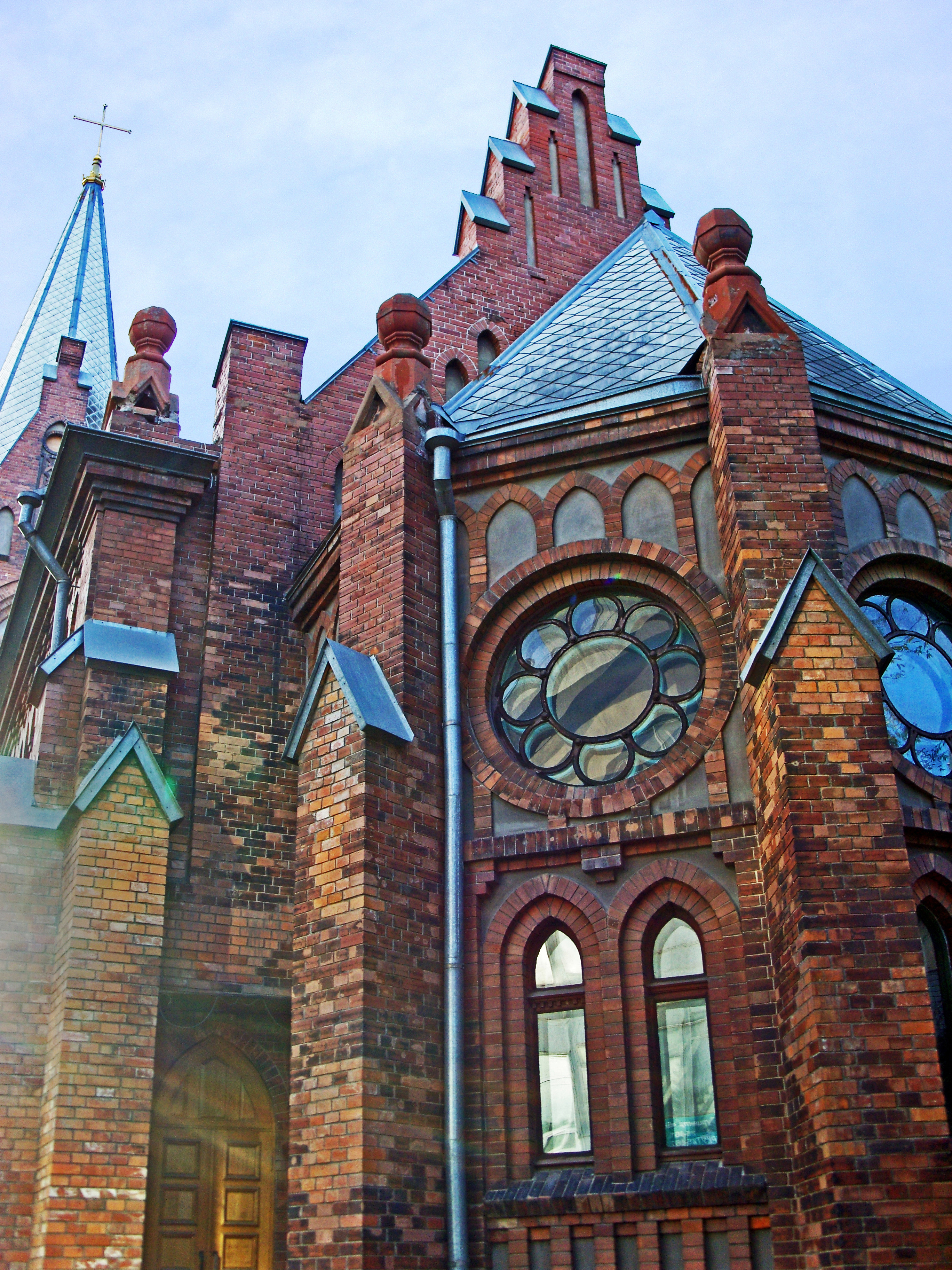
Кирпичная кладка
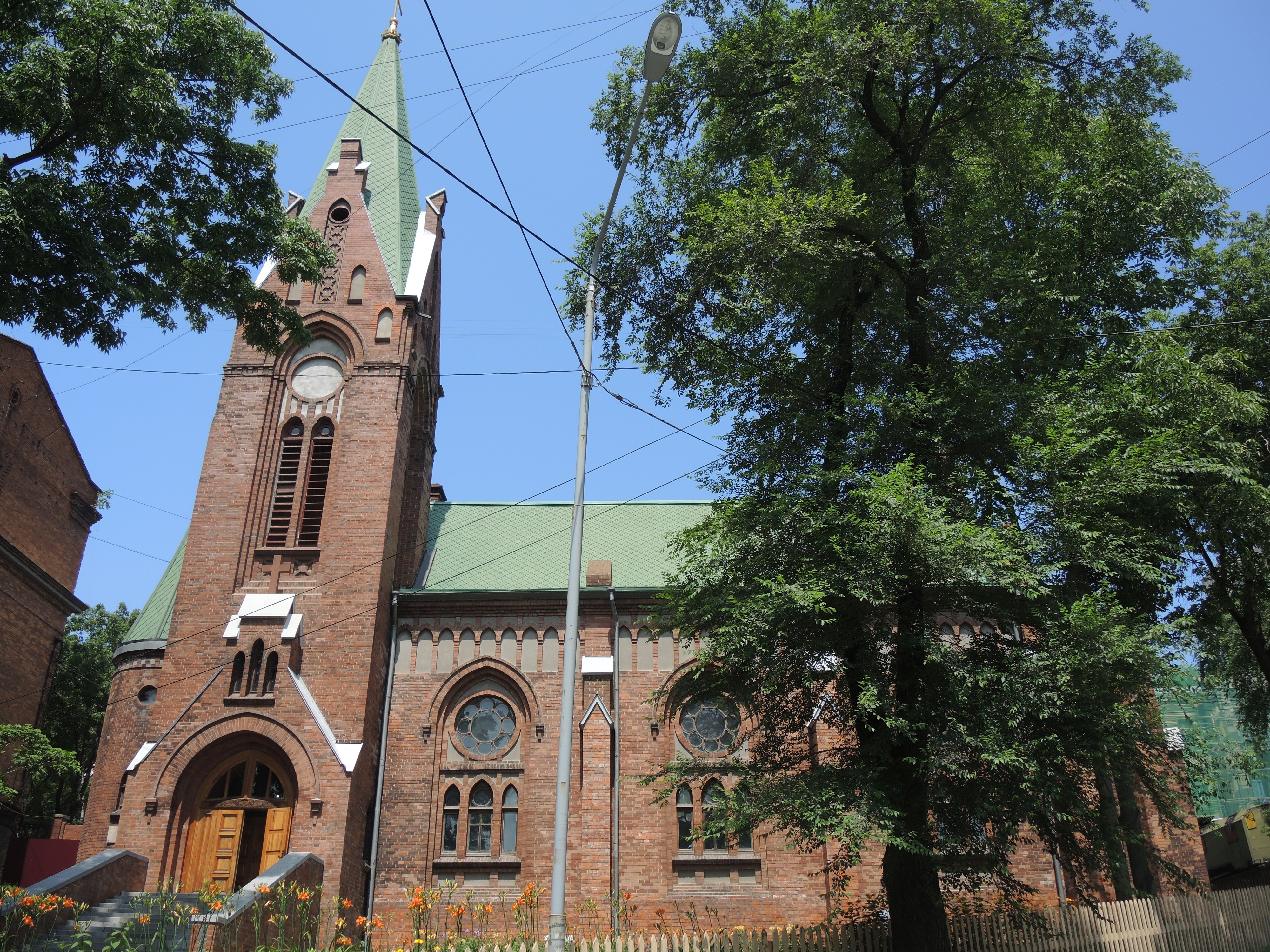
Южный фасад
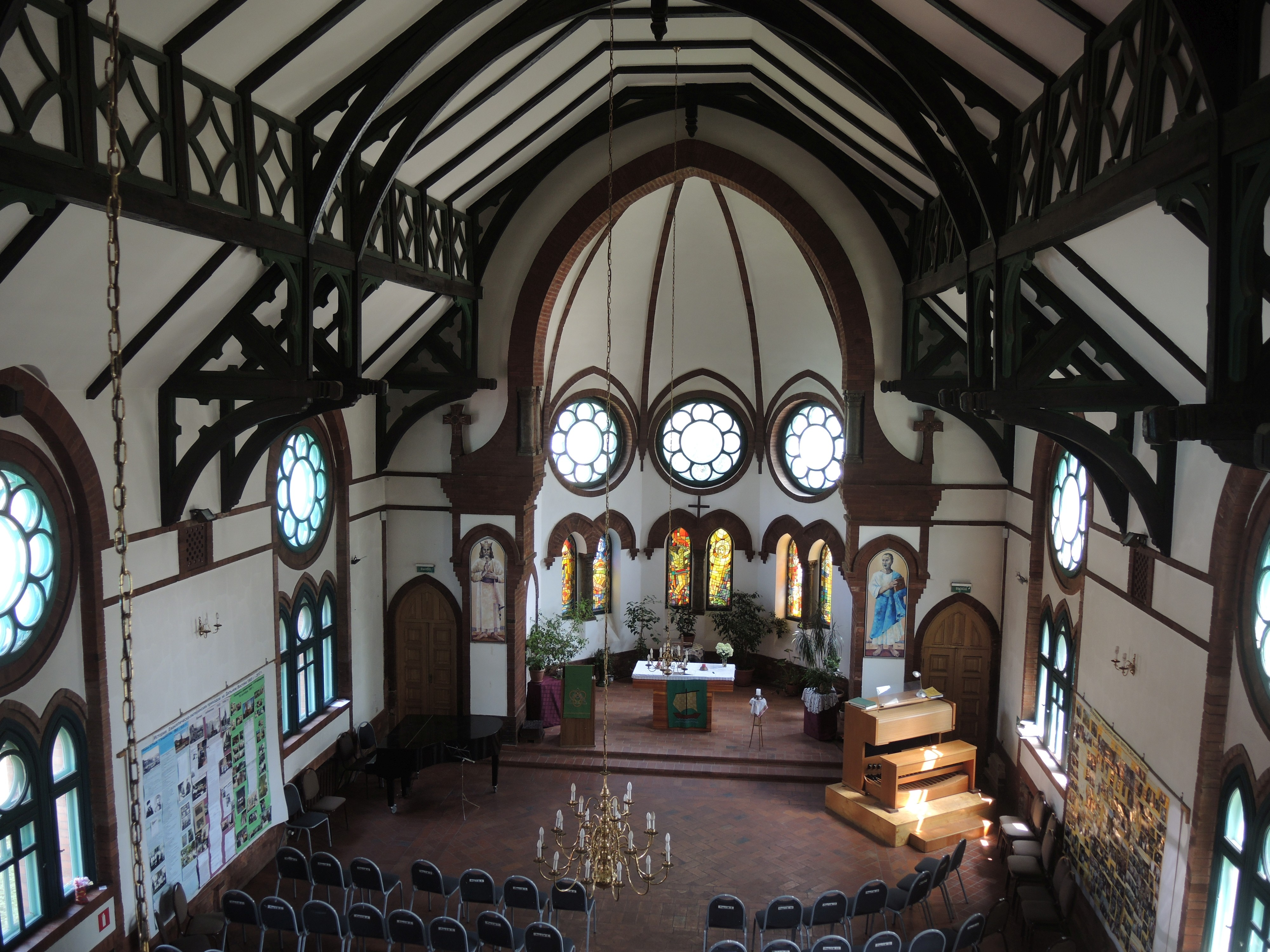
Внутренний вид
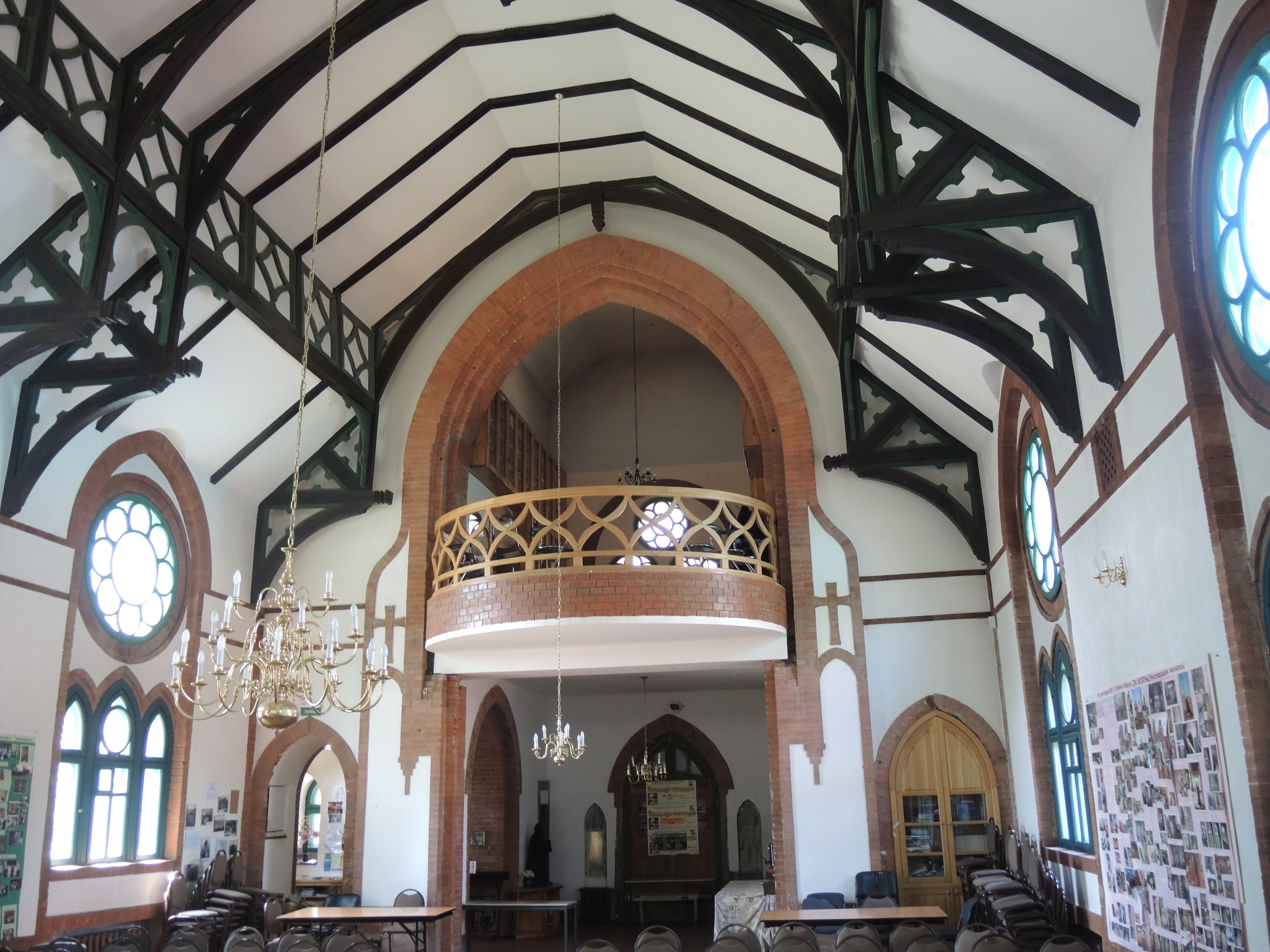
Внутренний вид